# Vanderhorstia auronotata
Vanderhorstia auronotata es una especie de peces de la familia de los Gobiidae en el orden de los Perciformes.

## Morfología
- Las  hembras pueden alcanzar 2,83  cm de longitud total.[1]

## Hábitat
Es un pez de Mar y, de clima tropical y bentopelágico que vive entre 20 a 24 m de profundidad.

## Distribución geográfica
Se encuentran en Indonesia. 

## Observaciones
Es inofensivo para los humanos. 